# Maßweiler
Maßweiler település Németországban, Rajna-vidék-Pfalz tartományban. Lakosainak száma 930 fő (2023. december 31.).

## Népesség
A település népességének változása:
| Lakosok száma | 1264 | 982  | 979  | 941  | 934  | 930  |
|               | 1975 | 2017 | 2019 | 2021 | 2022 | 2023 |